# EUscreen
EUscreen startade i oktober 2009 som ett treårigt forskningsprojekt finansierat av programmet eContentplus inom Europeiska kommissionen. Inom projektets löptid skall över 35 000 objekt som fångar Europas TV-arv (video, fotografier, artiklar) göras tillgängliga online genom en fritt tillgänglig portal som kommer att vara flerspråkig. Portalen kommer att lanseras under 2011 och blir då även ansluten till Europeana. EUscreenkonsortiet koordineras av universitetet i Utrecht och består av 27 partners (audiovisuella arkiv, forskningsinstitutioner, teknikleverantörer och Europeana) från 19 europeiska länder. EUscreen är uppföljningsprojektet till Video Active (European Research Project).
Även om audiovisuellt innehåll har digitaliserats och en del av det redan finns tillgängligt online, är tillgången på audiovisuellt material (TV i synnerhet) från olika arkiv fragmenterat. EUscreen har gjort ett urval av TV-material och har utarbetat metadataramar för att sammanjämka de olika samlingarna i Europa. En av målsättningarna är att uppmuntra vidare forskning av Europas kulturella historia och i synnerhet dess TV-historia. EUscreen står för det audiovisuella innehållet i Europeanas samlingar av miljoner digitaliserade objekt från europeiska museer, bibliotek och arkiv.